# 18821 Markhavel
18821 Markhavel este un asteroid din centura principală de asteroizi.

## Descriere
18821 Markhavel este un asteroid din centura principală de asteroizi. A fost descoperit pe 13 iulie 1999 la Socorro, New Mexico, în cadrul proiectului LINEAR. Asteroidul prezintă o orbită caracterizată de o semiaxă mare de 2,94 ua, o excentricitate de 0,10 și o înclinație de 2,4° în raport cu ecliptica.